# سیریاکو اراستی
سیریاکو اراستی (انگلیسی: Ciriaco Errasti; ۸ اوت ۱۹۰۴ – ۸ نوامبر ۱۹۸۴) بازیکن فوتبال اهل اسپانیا بود.
از باشگاه‌هایی که در آن بازی کرده‌است می‌توان به باشگاه فوتبال رئال مادرید، باشگاه فوتبال ایبار، باشگاه فوتبال دپورتیوو آلاوس، و باشگاه فوتبال دپورتیوو آلاوس، اشاره کرد.
وی همچنین در تیم ملی فوتبال اسپانیا بازی کرده‌است.